# Форостюк Інна Вадимівна
І́нна Вади́мівна Форостю́к, до шлюбу Чумак (*24 лютого 1970, Луганськ) — українська дослідниця народного мистецтва, науковиця, педагогиня, писанкарка, народна майстриня.

## Біографія
Народилася 1970 року у Луганську.
Закінчила Луганський педагогічний університет ім. Тараса Шевченка.
Одружена з Олегом Форостюком. Має двох дітей.
Доцентка Східноукраїнського Національного університету ім. В. Даля. Досліджує вплив народного мистецтва на розвиток творчого потенціалу молоді. 2010 року захистила кандидатську дисертацію. Активна учасниця просвітницького руху.

## Мистецька діяльність

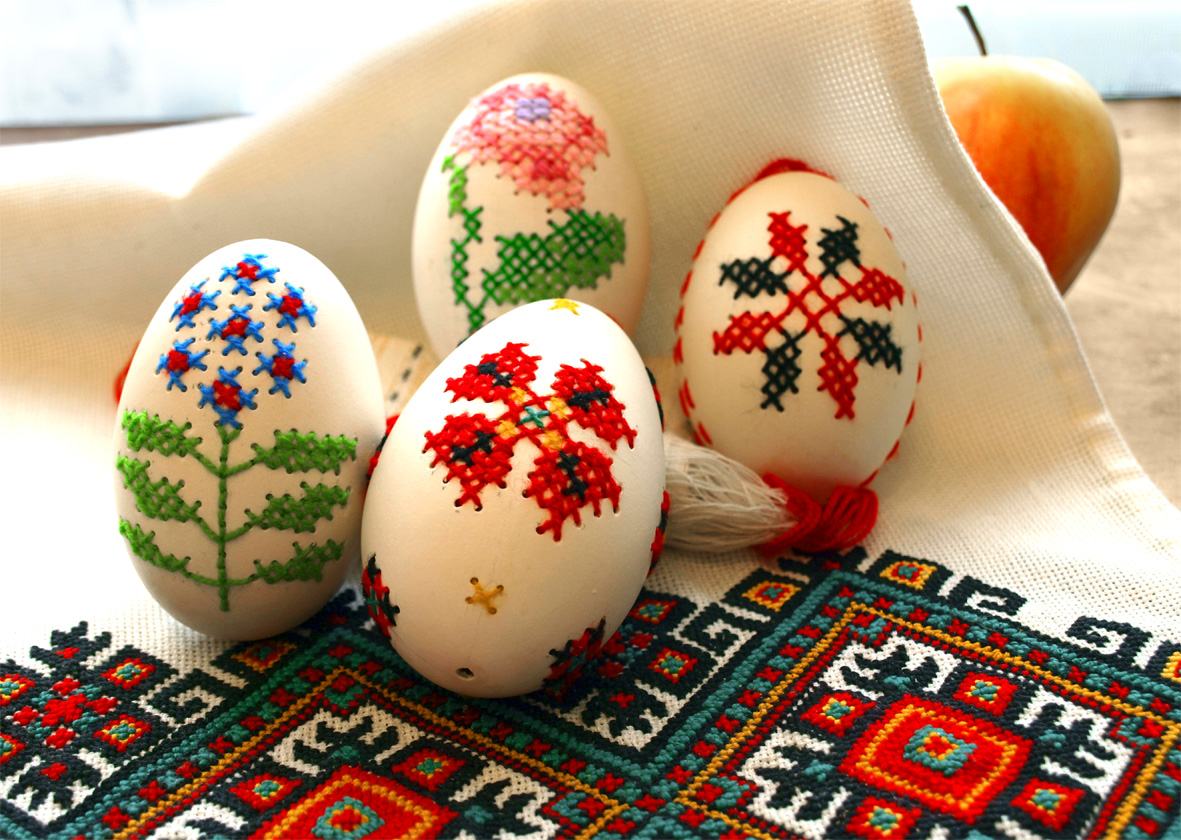
Вишиті писанки Інни Форостюк, які поповнили колекцію Леоніда Кравчука, президента України (1991–1994)

На початку 1990-х захопилася писанкарством. У 2004–2009 роках разом із чоловіком організувала закордонні культурологічні експедиції з метою збору матеріалу про народні великодні та різдвяні традиції у Лемківщині (Польща), Лужиці (Німеччина), Словенії, Угорщині, Чехії. Брала участь у фестивалях народних майстрів у Вінниці, Космачі, на «Лемківській Ватрі» в Польщі, Естонії, а також у багатьох культурних заходах Луганщини. Проводить майстер-класи в навчальних закладах. Навесні 2013 року майстриня змогла зацікавити цим видом мистецтва студентів не тільки з України, але Намібії, Узбекистану та Зімбабве.
Пропагує народне мистецтво на місцевих телеканалах.
2007 року пройшла перша персональна виставка, де були представлені писанки, виконані в різноманітних техніках народів світу. Удосконалює техніку вишивання на гусячих яйцях. Публікація на сайті техаської компанії «Sublime Stitching» короткого повідомлення її власниці Дженні Гарт про вишиті писанки Інни Форостюк спричинила сплеск зацікавленості в США цим видом мистецтва у передпасхальні дні 2011 року.
З 2010 року народний майстер Луганщини.